# Verbania
Verbania és un municipi italià, situat a la regió de Piemont i a la província de Verbano-Cusio-Ossola. L'any 2006 tenia 30.794 habitants.

## Agermanaments
- - Bourg-de-Péage, França
- - Crikvenica, Croàcia
- - East Grinstead, Regne Unit
- - Mindelheim, Alemanya
- - Sant Feliu de Guíxols, Catalunya
- - Schwaz, Àustria